# Murphys Haystacks
Murphys Haystacks is een rotsformatie van het type inselberg in Mortana in de Australische deelstaat Zuid-Australië. Zij is gelegen tussen Streaky Bay en Port Kenny op het Eyre-schiereiland.
Ze verkregen hun naam doordat een busreiziger de formatie op een afstand zag. Hij vroeg hoe een boer zoveel hooi kon produceren. De boerderij was in het bezit van een man met de naam Murphy, waardoor de rotsen bekend kwamen onder de naam Murphys Haystacks.

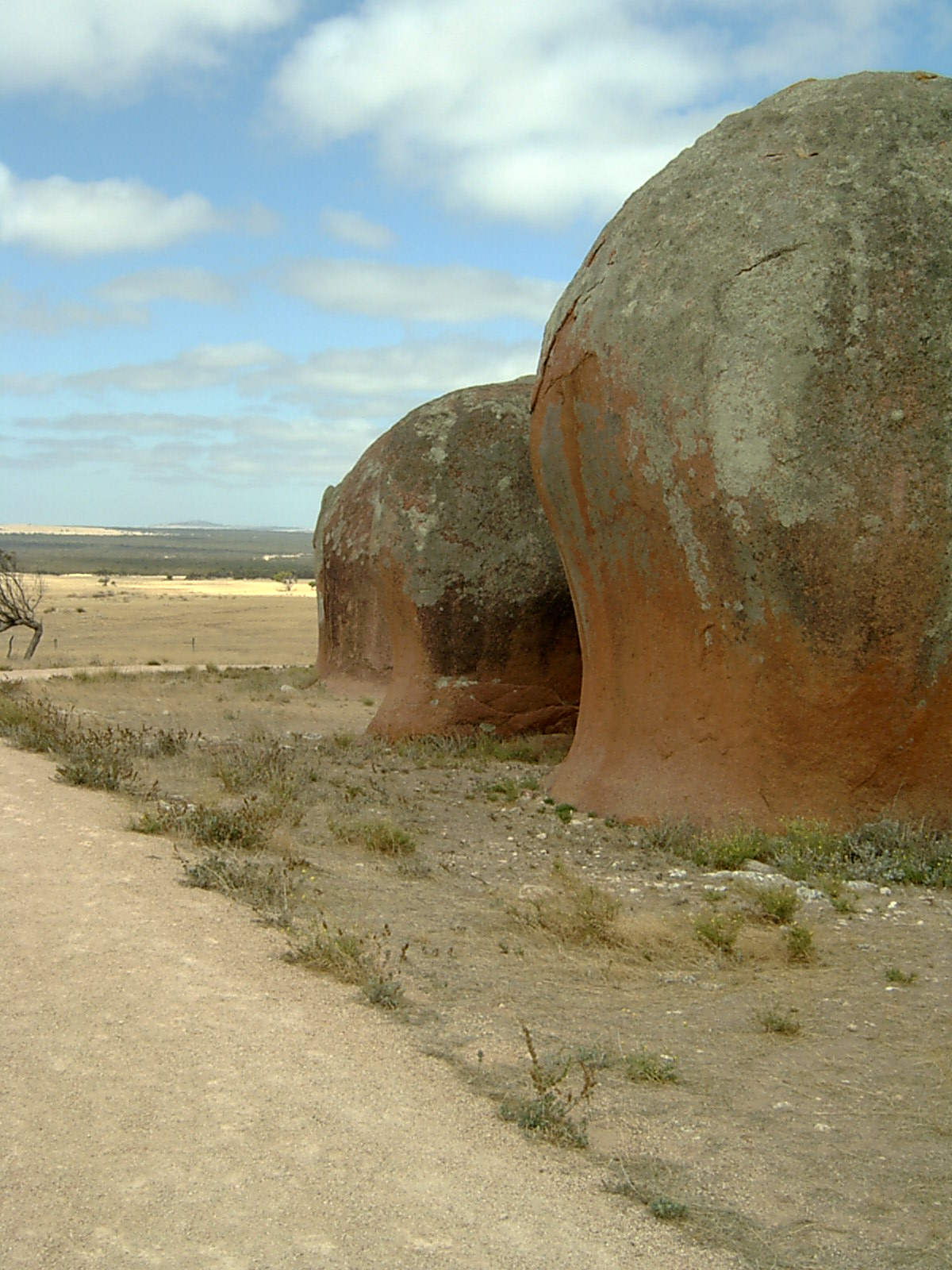